# Dicranomyia (Peripheroptera) incommoda
Dicranomyia (Peripheroptera) incommoda is een tweevleugelige uit de familie steltmuggen (Limoniidae). De soort komt voor in het Neotropisch gebied.